# Hörschhof
Der Hörschhof ist ein zum Ortsteil Sechselberg gehörender Weiler der Gemeinde Althütte im baden-württembergischen Rems-Murr-Kreis. Der Ort gehört zur Region Stuttgart und liegt im Naturpark Schwäbisch-Fränkischer Wald. In den Sommermonaten ist der Hörschhof mit den nahen Wasserfällen ein beliebtes Ausflugsziel für Wanderer.

## Lage
Der sich auf einer Rodungsinsel befindliche Weiler liegt etwa einen Kilometer fünf Kilometer nordnordwestlich des Mutterorts Althütte, nahe an der Gemarkungsgrenze von Murrhardt, auf einer Anhöhe zwischen dem Mähderbach und dem Hörschbach. Nordöstlich des kleinen Orts mit seinen 14 Hausnummern erhebt sich der Hoblersberg mit 539 Metern. Umliegende Ortschaften sind Hörschhofer Sägmühle im Nordosten, Fautspach im Südosten, Sechselberg mit dem Gallenhof im Süden, die zu Auenwald gehörenden Weiler Rottmannsberg, Trailhöfle und die Rottmannsberger Sägmühle im Westen.

## Geschichte

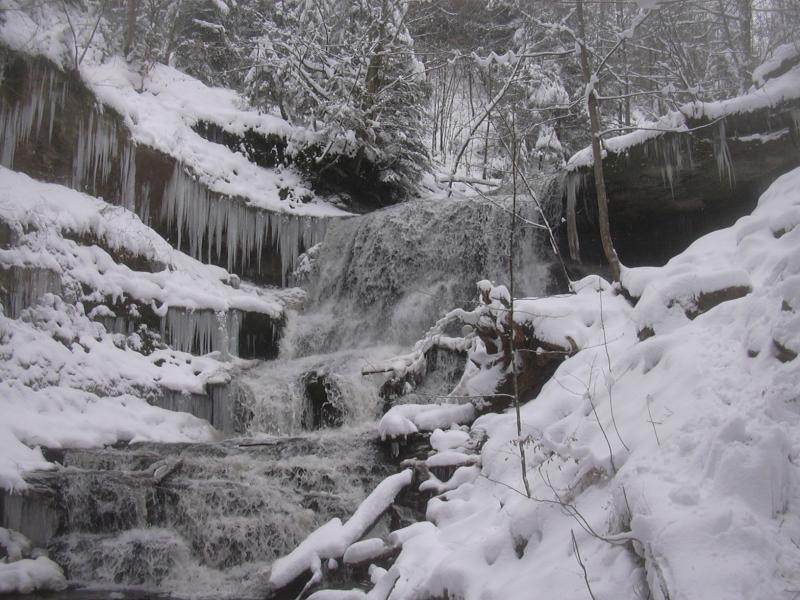
Der hintere Hörschbach-Wasserfall im Winter

Nach Lutz Reichardt wurde der namensgebende Hörschbach in einer zu Ulm ausgestellten Urkunde aus dem Jahre 1027 erstmals erwähnt. Mit dieser Urkunde schenkte der römisch-deutsche Kaiser Konrad II. dem Bischof Meginhard I. und seinem Bistum Würzburg einen Reichswald um Murrhardt innerhalb bestimmter Grenzen. In diesem Zusammenhang wird auch ein Heroltosbach genannt. Aus diesem Namen entwickelte sich schließlich die Bezeichnung Hörschbach. 
Der Hörschhof hingegen wurde vermutlich erst im Spätmittelalter angelegt und 1495 erstmals als Herspach genannt. In der Folgezeit hieß der Ort auch Hersperg (1502) oder Herschau (1555). Erst in der Forstlagerkarte von Andreas Kieser von 1686 taucht der Name Herschhoff auf. Der Hörschhof gehörte immer zur Altgemeinde Sechselberg und teilte dessen Schicksal. Im Rahmen der Gemeindereform der Regierung Filbinger wurde die Gemeinde Sechselberg 1971 aufgelöst und deren Gebiet Althütte zugeteilt. Seitdem gehört der Hörschhof zu Althütte.

### Einwohnerentwicklung
- 1807/1808: 49 Einwohner[3]

## Sonstiges
Seit 1977 führt der nach Georg Fahrbach benannte Georg-Fahrbach-Weg durch den Hörschhof. Der Fernwanderweg des Schwäbischen Albvereins hat eine Länge von etwa 130 Kilometern und verbindet Criesbach bei Ingelfingen mit dem Stuttgarter Stadtteil Uhlbach. 